# Raumabanen
| Bahnhof Marstein (1937) |                      |                                                                      |                                                        |
| Kursbuchstrecke: | NSB 22               |                                                                      |                                                        |
| Streckenlänge: | 114 km               |                                                                      |                                                        |
| Spurweite: | 1435 mm (Normalspur) |                                                                      |                                                        |
| |                      |                                                                      |                                                        |
| \| \| \| Terminal für Spezialfracht \| \| \| \| \| zum Hafen \| \| \| \| 457,28 \| Åndalsnes (30. Nov. 1924) \| 4,2 moh. \| \| \| \| Åndalsnes godsterminal[1] (seit 20. Juni 1994) \| \| \| \| 452,38 \| Åk tunnel (31 m) \| Åk tunnel (31 m) \| \| \| 451,60 \| Sogge (15. Mai 1929–22. Mai 1966) \| Sogge (15. Mai 1929–22. Mai 1966) \| \| \| 449,25 \| Romsdalshorn (30. Nov. 1924–15. Juni 1953 Bhf., Hp bis 22. Mai 1966) \| 10 moh. \| \| \| 444,09 \| Skjerve bru (66 m) \| Skjerve bru (66 m) \| \| \| 442,48 \| Lynghjem (15. Mai 1929–22. Mai 1966) \| Lynghjem (15. Mai 1929–22. Mai 1966) \| \| \| 441,21 \| Sælen bru (60 m) \| Sælen bru (60 m) \| \| \| 439,16 \| Marstein (30. Nov. 1924–1. Jan. 1964 Bhf., Hp bis 27. Mai 1990) \| 66 moh. \| \| \| 436,74 \| Remmem (15. Jan. 1929–22. Mai 1966) \| Remmem (15. Jan. 1929–22. Mai 1966) \| \| \| 431,52 \| Flatmark (30. Nov. 1924–15. Juni 1953 Bhf., Hp bis 27. Mai 1990) \| 127 moh. \| \| \| 426,37 \| Foss (15. Mai 1929–22. Mai 1966) \| Foss (15. Mai 1929–22. Mai 1966) \| \| \| 425,86 \| Foss bru (80 m) \| Foss bru (80 m) \| \| \| 419,23 \| Kylling bru (76 m) \| Kylling bru (76 m) \| \| \| 418,61 \| Kylling tunnel (Kehrtunnel, 480 m) \| Kylling tunnel (Kehrtunnel, 480 m) \| \| \| 418,09 \| Verma (25. Nov. 1923–1. Juni 1970 Bhf., Hp bis 29. Mai 1988) \| 273 moh. \| \| \| 416,14 \| Verma vannstasjon (Wasserstation für Dampfsonderzüge) \| Verma vannstasjon (Wasserstation für Dampfsonderzüge) \| \| \| 414,39 \| Stavemtunnel \| 332 moh. \| \| \| 407,45 \| Brude (15. Mai 1929–22. Mai 1966) \| Brude (15. Mai 1929–22. Mai 1966) \| \| \| 404,58 \| Rauma, Stuguflåten bru (54 m) \| Rauma, Stuguflåten bru (54 m) \| \| \| 404,20 \| Stuguflåten (15. Mai 1929–27. Mai 1990) \| Stuguflåten (15. Mai 1929–27. Mai 1990) \| \| \| 401,19 \| Bjorli tunnel (61 m) \| Bjorli tunnel (61 m) \| \| \| 400,43 \| Rauma (42 m) \| Rauma (42 m) \| \| \| 399,84 \| Bjorli (19. Nov. 1921) \| 575 moh. \| \| \| 399,23 \| Kiesgrube Bøvermoen \| Kiesgrube Bøvermoen \| \| \| 395,86 \| Øygaren (bis 1950 Øigaren, 15. Jan. 1929–22. Mai 1966) \| Øygaren (bis 1950 Øigaren, 15. Jan. 1929–22. Mai 1966) \| \| \| 390,73 \| Lesjaskog (19. Nov. 1921–1. Sept. 1964 Bhf., Hp bis 27. Mai 1990) \| 615 moh. \| \| \| 387,00 \| Åheim gård (10. Juni 1954–29. Mai 1988) \| Åheim gård (10. Juni 1954–29. Mai 1988) \| \| \| 385,58 \| Bryggen (15. Mai 1929–22. Mai 1966) \| Bryggen (15. Mai 1929–22. Mai 1966) \| \| \| 379,89 \| Lesjaverk (19. Nov. 1921–1. Juni 1970 Bhf., Hp ab 27. Sept. 1989) \| 633,2 moh. \| \| \| \| Nebengleis Lesjaverk \| \| \| \| 373,50 \| Vangen (15. Mai 1929–22. Mai 1966) \| Vangen (15. Mai 1929–22. Mai 1966) \| \| \| 370,68 \| E136, 1979 (69 m) \| E136, 1979 (69 m) \| \| \| 369,78 \| Lora (19. Nov. 1921–1. Juni 1970 Bhf., Hp bis 27. Mai 1990) \| 632 moh. \| \| \| 366,88 \| Skarphol (15. Jan. 1929–15. Mai 1929) \| Skarphol (15. Jan. 1929–15. Mai 1929) \| \| \| 366,00 \| Brænjord (15. Mai 1929–22. Mai 1966) \| Brænjord (15. Mai 1929–22. Mai 1966) \| \| \| 360,68 \| Lesja (19. Nov. 1921–1. Mai 1990 Bhf, seither Hp) \| 634 moh. \| \| \| 356,85 \| Anschlussgleis Aura (1935–1957) \| Anschlussgleis Aura (1935–1957) \| \| \| 356,70 \| Ulateig (19. Nov. 1921–22. Mai 1966) \| Ulateig (19. Nov. 1921–22. Mai 1966) \| \| \| 352,13 \| Bottheim (19. Nov. 1921–1. Sept. 1964 Bhf., Hp bis 27. Mai 1990) \| 648 moh. \| \| \| 347,40 \| Joramo (15. Jan. 1929–22. Mai 1966) \| Joramo (15. Jan. 1929–22. Mai 1966) \| \| \| 346,67 \| Jora (85 m) \| Jora (85 m) \| \| \| 345,90 \| Anschlussgleis Jora \| Anschlussgleis Jora \| \| \| 343,26 \| Dombås tunnel (161 m) \| Dombås tunnel (161 m) \| \| \| \| Dovrebanen von Oppdal \| \| \| \| 343,04 \| Dombås (1913) \| 659,3 moh. \| \| \| \| Dovrebanen nach Lillehammer \| \| \| \| \| \| \| \| Quellen: [2] \| \| \| \| |                      |                                                                      |                                                        |
| ehemaliger Betriebs-/Güterbahnhof Streckenanfang |                      | Terminal für Spezialfracht                                           | Terminal für Spezialfracht                             |
| Abzweig geradeaus und nach rechts |                      | zum Hafen                                                            | zum Hafen                                              |
| Bahnhof | 457,28               | Åndalsnes (30. Nov. 1924)                                            | 4,2 moh.                                               |
| Dienststation / Betriebs- oder Güterbahnhof |                      | Åndalsnes godsterminal (seit 20. Juni 1994)                          | Åndalsnes godsterminal (seit 20. Juni 1994)            |
| Tunnel | 452,38               | Åk tunnel (31 m)                                                     | Åk tunnel (31 m)                                       |
| ehemaliger Haltepunkt / Haltestelle | 451,60               | Sogge (15. Mai 1929–22. Mai 1966)                                    | Sogge (15. Mai 1929–22. Mai 1966)                      |
| ehemaliger Bahnhof | 449,25               | Romsdalshorn (30. Nov. 1924–15. Juni 1953 Bhf., Hp bis 22. Mai 1966) | 10 moh.                                                |
| Brücke über Wasserlauf | 444,09               | Skjerve bru (66 m)                                                   | Skjerve bru (66 m)                                     |
| ehemaliger Haltepunkt / Haltestelle | 442,48               | Lynghjem (15. Mai 1929–22. Mai 1966)                                 | Lynghjem (15. Mai 1929–22. Mai 1966)                   |
| Brücke über Wasserlauf | 441,21               | Sælen bru (60 m)                                                     | Sælen bru (60 m)                                       |
| Dienststation / Betriebs- oder Güterbahnhof | 439,16               | Marstein (30. Nov. 1924–1. Jan. 1964 Bhf., Hp bis 27. Mai 1990)      | 66 moh.                                                |
| ehemaliger Haltepunkt / Haltestelle | 436,74               | Remmem (15. Jan. 1929–22. Mai 1966)                                  | Remmem (15. Jan. 1929–22. Mai 1966)                    |
| ehemaliger Bahnhof | 431,52               | Flatmark (30. Nov. 1924–15. Juni 1953 Bhf., Hp bis 27. Mai 1990)     | 127 moh.                                               |
| ehemaliger Haltepunkt / Haltestelle | 426,37               | Foss (15. Mai 1929–22. Mai 1966)                                     | Foss (15. Mai 1929–22. Mai 1966)                       |
| Brücke über Wasserlauf | 425,86               | Foss bru (80 m)                                                      | Foss bru (80 m)                                        |
| Brücke über Wasserlauf | 419,23               | Kylling bru (76 m)                                                   | Kylling bru (76 m)                                     |
| Tunnel | 418,61               | Kylling tunnel (Kehrtunnel, 480 m)                                   | Kylling tunnel (Kehrtunnel, 480 m)                     |
| Dienststation / Betriebs- oder Güterbahnhof | 418,09               | Verma (25. Nov. 1923–1. Juni 1970 Bhf., Hp bis 29. Mai 1988)         | 273 moh.                                               |
| Blockstelle | 416,14               | Verma vannstasjon (Wasserstation für Dampfsonderzüge)                | Verma vannstasjon (Wasserstation für Dampfsonderzüge)  |
| Tunnel | 414,39               | Stavemtunnel                                                         | 332 moh.                                               |
| ehemaliger Haltepunkt / Haltestelle | 407,45               | Brude (15. Mai 1929–22. Mai 1966)                                    | Brude (15. Mai 1929–22. Mai 1966)                      |
| Brücke über Wasserlauf | 404,58               | Rauma, Stuguflåten bru (54 m)                                        | Rauma, Stuguflåten bru (54 m)                          |
| ehemaliger Haltepunkt / Haltestelle | 404,20               | Stuguflåten (15. Mai 1929–27. Mai 1990)                              | Stuguflåten (15. Mai 1929–27. Mai 1990)                |
| Tunnel | 401,19               | Bjorli tunnel (61 m)                                                 | Bjorli tunnel (61 m)                                   |
| Brücke über Wasserlauf | 400,43               | Rauma (42 m)                                                         | Rauma (42 m)                                           |
| Bahnhof | 399,84               | Bjorli (19. Nov. 1921)                                               | 575 moh.                                               |
| Abzweig geradeaus und nach rechts | 399,23               | Kiesgrube Bøvermoen                                                  | Kiesgrube Bøvermoen                                    |
| ehemaliger Haltepunkt / Haltestelle | 395,86               | Øygaren (bis 1950 Øigaren, 15. Jan. 1929–22. Mai 1966)               | Øygaren (bis 1950 Øigaren, 15. Jan. 1929–22. Mai 1966) |
| ehemaliger Bahnhof | 390,73               | Lesjaskog (19. Nov. 1921–1. Sept. 1964 Bhf., Hp bis 27. Mai 1990)    | 615 moh.                                               |
| ehemaliger Haltepunkt / Haltestelle | 387,00               | Åheim gård (10. Juni 1954–29. Mai 1988)                              | Åheim gård (10. Juni 1954–29. Mai 1988)                |
| ehemaliger Haltepunkt / Haltestelle | 385,58               | Bryggen (15. Mai 1929–22. Mai 1966)                                  | Bryggen (15. Mai 1929–22. Mai 1966)                    |
| Haltepunkt / Haltestelle | 379,89               | Lesjaverk (19. Nov. 1921–1. Juni 1970 Bhf., Hp ab 27. Sept. 1989)    | 633,2 moh.                                             |
| Abzweig geradeaus und nach links |                      | Nebengleis Lesjaverk                                                 | Nebengleis Lesjaverk                                   |
| ehemaliger Haltepunkt / Haltestelle | 373,50               | Vangen (15. Mai 1929–22. Mai 1966)                                   | Vangen (15. Mai 1929–22. Mai 1966)                     |
| Brücke | 370,68               | E136, 1979 (69 m)                                                    | E136, 1979 (69 m)                                      |
| ehemaliger Bahnhof | 369,78               | Lora (19. Nov. 1921–1. Juni 1970 Bhf., Hp bis 27. Mai 1990)          | 632 moh.                                               |
| ehemaliger Haltepunkt / Haltestelle | 366,88               | Skarphol (15. Jan. 1929–15. Mai 1929)                                | Skarphol (15. Jan. 1929–15. Mai 1929)                  |
| ehemaliger Haltepunkt / Haltestelle | 366,00               | Brænjord (15. Mai 1929–22. Mai 1966)                                 | Brænjord (15. Mai 1929–22. Mai 1966)                   |
| Haltepunkt / Haltestelle | 360,68               | Lesja (19. Nov. 1921–1. Mai 1990 Bhf, seither Hp)                    | 634 moh.                                               |
| Abzweig geradeaus und ehemals nach rechts | 356,85               | Anschlussgleis Aura (1935–1957)                                      | Anschlussgleis Aura (1935–1957)                        |
| ehemaliger Haltepunkt / Haltestelle | 356,70               | Ulateig (19. Nov. 1921–22. Mai 1966)                                 | Ulateig (19. Nov. 1921–22. Mai 1966)                   |
| ehemaliger Bahnhof | 352,13               | Bottheim (19. Nov. 1921–1. Sept. 1964 Bhf., Hp bis 27. Mai 1990)     | 648 moh.                                               |
| ehemaliger Haltepunkt / Haltestelle | 347,40               | Joramo (15. Jan. 1929–22. Mai 1966)                                  | Joramo (15. Jan. 1929–22. Mai 1966)                    |
| Brücke über Wasserlauf | 346,67               | Jora (85 m)                                                          | Jora (85 m)                                            |
| Abzweig geradeaus und ehemals nach rechts | 345,90               | Anschlussgleis Jora                                                  | Anschlussgleis Jora                                    |
| Tunnel | 343,26               | Dombås tunnel (161 m)                                                | Dombås tunnel (161 m)                                  |
| Abzweig geradeaus und von links |                      | Dovrebanen von Oppdal                                                | Dovrebanen von Oppdal                                  |
| Bahnhof | 343,04               | Dombås (1913)                                                        | 659,3 moh.                                             |
| Strecke |                      | Dovrebanen nach Lillehammer                                          | Dovrebanen nach Lillehammer                            |
| |                      |                                                                      |                                                        |
| Quellen: |                      |                                                                      |                                                        |

Die Raumabane (deutsch Raumabahn) ist eine eingleisige, nicht-elektrifizierte Bahnstrecke im Süden Norwegens. Die Strecke beginnt in 659 Meter Seehöhe in Dombås im Anschluss an die Dovrebane (Oslo–Trondheim) und endet nach 114 Kilometern direkt am Fjord in Åndalsnes.

## Geschichte
Der Baubeginn erfolgte nach dem Beschluss des Storting am 9. Juli 1908 im Januar 1912. Die Arbeiten wurden während des Ersten Weltkrieges fortgesetzt. Auf Grund des kriegsbedingten Mangels an Rohstoffen wie Stahl, Dynamit und Kohle wurde auf alte Techniken wie etwa Sprengungen mittels Erhitzen des Gesteins und nachfolgendem Abkühlen mit kaltem Wasser zurückgegriffen.
Die Inbetriebnahme erfolgte abschnittsweise, der Zugverkehr wurde zwischen Dombås und Bjorli am 21. November 1921 und weiter bis Verma am 25. November 1923 aufgenommen.
Am 29. November 1924 wurde die Strecke in Betrieb genommen. Für den Bau der Strecke wurden mehr als 14 Millionen Personenstunden Arbeit aufgewendet, die Kosten lagen bei 49 Millionen norwegischen Kronen.
Im Zweiten Weltkrieg wurde die Strecke für Militär- und Goldtransporte genutzt. 1940 wurden die norwegischen Goldreserven von Oslo kommend ans Meer und von dort in die Vereinigten Staaten und nach Großbritannien in Sicherheit gebracht. Versuche der deutschen Truppen, die Strecke beim Rückzug aus Norwegen 1944 durch Brückensprengungen unbrauchbar zu machen, scheiterten. An der Stuguflåtbrua ist eine Betonstelle zu sehen, an der die Schäden des Sprengversuches ausgebessert wurden.
Nach einem Erdrutsch, der am 19. Juli 2025 die Strecke beim Bahnhof Verma an zwei Stellen verschüttete, wurde die Strecke bis mindestens 1. Oktober 2025gesperrt.

## Strecke

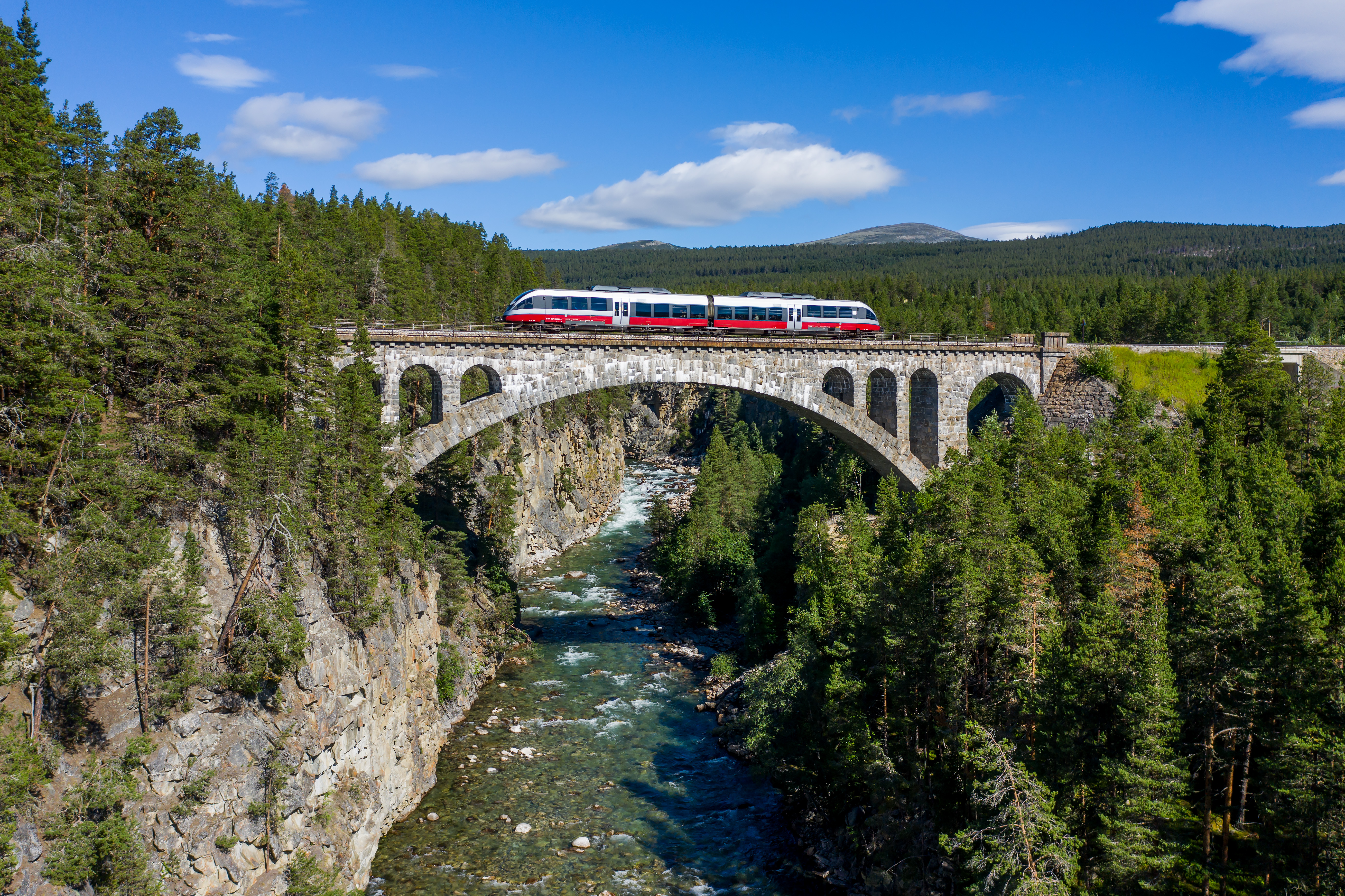
Ein Triebwagen NSB Type 93 überquert die Jora Bru.

Von den ursprünglich 23 Zwischenhalten existierten 2017 noch der Bahnhof in Lesja, der Haltepunkt in Lesjaverk und der Bahnhof in Bjorli, die normalerweise nicht mehr besetzt sind. Lediglich Bjorli ist im Sommer für die Touristenzüge besetzt. Die im unteren Streckenabschnitt liegenden Bahnhöfe Verma und Marstein besitzen keinen Personenverkehr mehr. Verma wird regelmäßig und Marstein bei Bedarf für Zugkreuzungen verwendet.
Die Strecke führt im oberen Abschnitt ab Dombås durch das weite landwirtschaftlich genutzte Tal des Flusses Lågen. Hier ist die Strecke noch recht flach. Erst bei Bjorli, etwa auf halber Strecke, wechselt die Strecke ins Romsdal. Dieser Streckenabschnitt ist landschaftlich interessant. Die Strecke folgt dem teilweise schluchtartigen Verlauf des Flusses Rauma, dem Namensgeber der Strecke. Ein Höhepunkt ist die Stuguflåtbrua. Es folgt ein Kehrtunnel, der Stavemtunnel, eine weitere Wendeschleife und direkt danach die steinerne Kylling bru. In diesem Bereich ist die Strecke wie eine Serpentine angelegt und wechselt so zweimal um 180 Grad die Richtung. Wie die zwei genannten Brücken sind die im weiteren Streckenverlauf folgenden hohen Bergwände beliebte Fotomotive, bis in Åndalsnes das Meer erreicht wird.

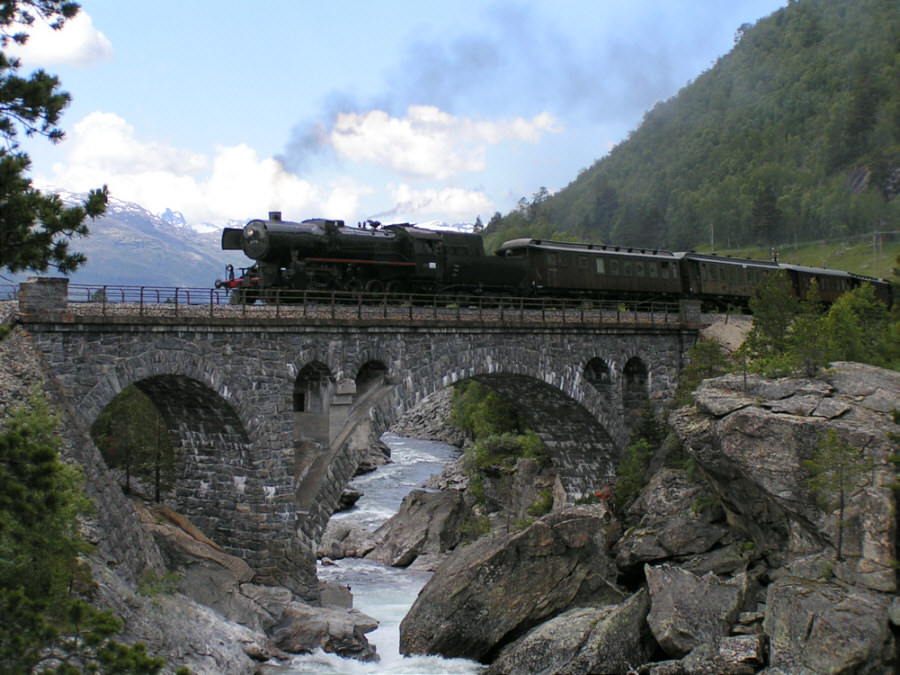
63a-2770 auf der Stuguflåtbrua

## Betriebseinrichtungen
In den Bahnhöfen Bjorli, Verma und Åndalsnes waren Lokschuppen und Drehscheiben vorhanden. Der Schuppen in Bjorli brannte 1940 ab.

### Brücken
Die Stuguflåtbrua ist eine Steinbrücke. Sie ist 10 Meter hoch und 54 Meter lang, erbaut wurde sie von 1919 bis 1923. Unter ihr stürzt die Rauma durch eine enge Schlucht.
Die Kylling bru ist ebenfalls eine Steinbrücke. Sie ist 59 Meter hoch und 76 Meter lang, erbaut wurde sie von 1913 bis 1922. Sie überquert die Rauma. Diese Brücke ist eine der berühmtesten Bahnbrücken Norwegens und zugleich Wahrzeichen der Strecke.

## Betrieb

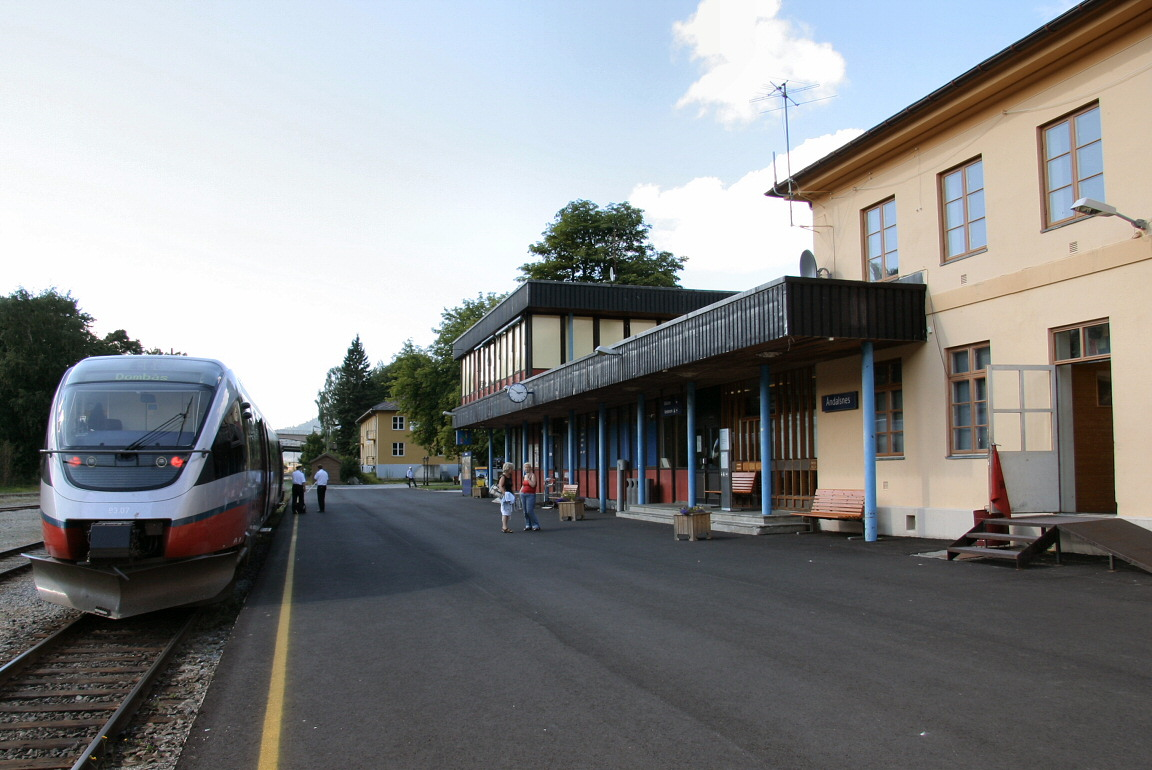
Ein Triebwagen Type 93 im Bahnhof von Åndalsnes

### Personenverkehr
Auf der Strecke verkehren im Personenverkehr Triebwagen der Reihe NSB Type 93 mit Neigetechnik. Diese lösten 2001 die von Di 3 gezogenen Personenzüge ab.
In der Saison werden im Touristenverkehr, vor allem, wenn im Hafen von Åndalsnes ein Kreuzfahrtschiff liegt, zusätzliche Leistungen gefahren. Auf der Teilstrecke von Åndalsnes nach Bjorli kam dabei früher ein Zug mit historischen Holzwagen zum Einsatz. Bis 2006 bespannte diesen die Museumsdampflok 63a 2770 (eine ehemalige deutsche Baureihe 52), danach die museal erhaltene Di 3.602. Es folgten Touristenzüge mit NSB Type 93 und seit 2013 fuhr eine Di 4 mit modernisierten „B5“-Wagen.
Ab dem 8. Juni 2020 hat SJ Norge den Personenverkehr auf der Strecke übernommen, die die Strecke mit gemieteten Triebwagen der Reihe Type 93 befuhr. Seit 2021 werden Triebwagen der Norske tog Type 76 eingesetzt werden. Diese Züge sind bimodal und haben einen zusätzlichen Wagen mit Dieselantrieb.

### Güterverkehr
Im Güterverkehr folgten der Di 3 zunächst die Di 8, später die Reihe CD 312. Im Dezember 2013 stellte die staatliche Güterverkehrsgesellschaft Cargonet den Güterverkehr auf der Raumabahn ein. Im Januar 2014 wurde der Güterverkehr, normalerweise mit einer Lok der Reihe Class 66 bespannt, von Cargolink weitergeführt. Nach der Liquidation von Cargolink im Februar 2016 übernahm ihn die schwedische Güterverkehrsgesellschaft GreenCargo. Im Regelbetrieb fuhr bis 2018 an Werktagen ein Zugpaar, ab 2016 mit je drei Lokomotiven der schwedischen Reihe GC Td bespannt. Dieser Zug und damit der Güterverkehr wurden am 6. Dezember 2018 eingestellt, da der Zug nur sehr defizitär zu betreiben war. Gesprochen wurde von einem Defizit zwischen 5 und 7,5 Millionen Kronen.
Deshalb wurde die private Gesellschaft OnRail Scandinavia mit dem Ziel gegründet, den Güterverkehr zwischen Oslo-Alnabru und Åndalsnes wieder aufzunehmen. Auf der Raumabahn werden die Züge von zwei ehemaligen dänischen TMe-Lokomotiven gezogen. Am 25. April 2021 fuhr nach der Wiederaufnahme des Güterverkehrs der erste planmäßige Containerzug von Alnabru nach Andalsnes. Diese Zugleistung wird mit zwei festen Zugstämmen durchgeführt, die aus zwölf Containertragwagen bestehen. Diese bieten Platz für 24 Sattelauflieger oder 48 Container.
Der erste Fahrplan vom April 2021 sah vor, dass die Güterzüge von Sonntag bis Donnerstag um 18.42 Uhr von Alnabru abfahren und um 02 Uhr nachts in Åndalsnes ankommen. Umgekehrt war die Abfahrt von Åndalsnes um 21.35 Uhr mit Ankunft in Alnabru in Oslo um 06.40 Uhr geplant.